# Wat is dat Schönst' an Wihnachten
Wat is dat Schönst' an Wihnachten är det sjunde musikalbumet av den tyska popduon De Plattfööt.

## Låtlista
1. Horch, dor kümmt de Wihnachtsmann
2. Wihnacht is een wunnerschönet Fest
3. Ick drööm von ne Witte Wihnacht
4. Nikolaus
5. Oh Danneboom
6. Wat is so schön an Wihnachten
7. Hoch kloppt dat Hard
8. Eene Schlittenfahrt dörch den Winterwald
9. Max de Nußknacker
10. Die Glocke to Wihnacht
11. Wenn dat Johr to End' nu geiht
12. Oh Danneboom
13. Ick führ na Hus, nu is Wihnacht
14. Alle Jahre wieder (Instrumental-Medley)